# Vibrato
Vibrato (del italiano ‘vibrado’; del verbo vibrare ‘vibrar’) es un término musical que describe la variación periódica de la altura o frecuencia de un sonido. Se trata de un efecto musical que se utiliza para añadir expresión a la música vocal e instrumental. El vibrato suele catalogarse en función de dos factores: la cantidad de variación en la altura («extensión de vibrato») y la velocidad con la cual varía la altura («velocidad de vibrato»).
En el canto se produce espontáneamente a través de un movimiento del diafragma o bien de la laringe. El vibrato de los instrumentos de cuerda, de viento o de percusión (vibráfono) sería una imitación de esa función vocal. En el órgano, se produce el vibrato a través de la interferencia de dos notas cercanas.

## Descripción

### Base acústica
El uso del vibrato está destinado a dar expresión a una nota. En el caso de muchos instrumentos de cuerda el sonido emitido es fuertemente direccional, sobre todo en las frecuencias altas y las ligeras variaciones de afinación típicas del vibrato pueden ocasionar grandes cambios en los patrones direccionales de la acústica radiada. Según Curtin «En el caso de los instrumentos de cuerda, sin embargo, no solo son fuertemente direccionales sino que además el patrón de su direccionalidad cambia muy rápidamente con la frecuencia. Si se piensa en el patrón a una frecuencia dada como referencias de sonido, como las púas de un puercoespín, entonces incluso los pequeños cambios en el tono creados por el vibrato pueden provocar que esas púas sean continuamente ondulantes». Esto puede agregar un brillo al sonido; con un instrumento bien construido, también puede ayudar a un intérprete solista para ser oído con mayor claridad cuando está tocando con una gran orquesta. Para Schleske, el «tono fogoso» resultante de este fenómeno es un rasgo esencial de los buenos violines.
Este efecto direccional está pensado para interactuar con la acústica del espacio para añadir interés al sonido, en gran parte de la misma manera en la que un guitarrista acústico puede oscilar la caja alrededor de un final sostenido o el bafle de rotación de un altavoz Leslie hará girar el sonido alrededor de la habitación.

### Velocidad y extensión del vibrato
La velocidad y extensión de la variación de altura durante el vibrato es controlada por el ejecutante. La extensión del vibrato para los cantantes solistas, por lo general, consiste menos de un semitono (100 cents) a cada lado de la nota; mientras que los cantantes de un coro suelen utilizar un vibrato más estrecho, con una extensión de menos de + / - una décima parte de un semitono (+ / - 10 cents). Los instrumentos de cuerda frotada y de viento generalmente aplican vibratos con una extensión de menos de + / - medio semitono.

## Diferenciación de conceptos similares
El vibrato no debe ser confundido con otros conceptos y signos musicales que pueden presentar similitudes. 

### Vibrato y trémolo

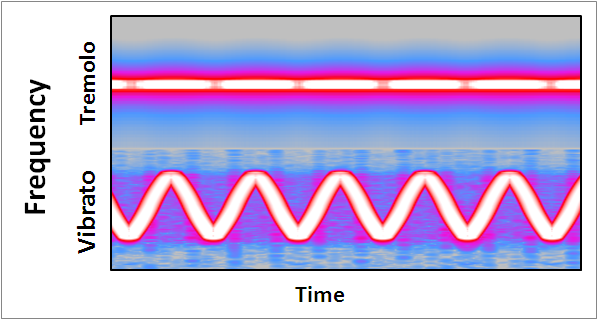
Figura 1. Espectrograma ilustrando la diferencia entre trémolo y vibrato.

Los términos vibrato y trémolo a veces se utilizan indistintamente aunque las estrictas definiciones de cada uno de ellos los describen como efectos distintos. El vibrato es una variación periódica en la altura (frecuencia) de una nota musical, lo cual afecta la afinación. Por su parte, el trémolo generalmente hace referencia a variaciones periódicas en la intensidad (volumen o amplitud) de una nota musical.
En la práctica, es difícil para un cantante o un instrumentista lograr un vibrato puro o un trémolo puro en los que únicamente se modifica la altura o bien el volumen del sonido; de hecho, las variaciones tanto en altura como en intensidad suelen conseguirse al mismo tiempo. La manipulación o generación de señales electrónicas hace que sea más fácil lograr o mostrar un trémolo o un vibrato puros.
En determinados casos uno de estos términos (trémolo o vibrato) se utiliza para describir el efecto que normalmente se asocia con el otro término. Por ejemplo:
- El dispositivo conocido «brazo de trémolo» (tremolo arm) es el puente móvil de una guitarra eléctrica que permite al intérprete subir o bajar la altura de una nota o acorde, es decir, variar la altura o afinación de las cuerdas. En consecuencia, se produce el efecto del vibrato, aunque aquí sea denominado trémolo.[8]
- Por el contrario, la llamada «unidad de vibrato» (vibrato unit) integrada en muchos amplificadores de guitarra en realidad produce el efecto que se conoce como trémolo en todos los demás contextos.[1]

## Técnicas interpretativas
No todos los instrumentos musicales pueden producir vibratos, ya que algunos de ellos tienen alturas fijas que no pueden ser modificadas en grados suficientemente pequeños. La mayoría de los instrumentos de percusión son muestras de ello, como por ejemplo el xilófono.

### En canto
En el canto el vibrato es necesario para subrayar una expresión emotiva, pero puede llegar a caerse con facilidad en exageraciones de mal gusto.
En el aparato vocal se distinguen tres diferentes procesos de vibrato que se producen en diferentes partes del tracto vocal. Peter-Michael Fischer define los tipos de vibrato según su lugar de producción:
- En la onda de glotis, el musculus vocalis vibra en una frecuencia de 6,5 a 8 Hz. Si ese vibrato se produce aislado, se denomina trémolo o en término despectivo caprino (de it: Capra = cabra por la semejanza a la voz caprina tiene a la voz de la cabra).
- En la onda de diafragma (también onda respirativa), el diafragma vibra en una frecuencia inferior a 5 Hz. Si ese vibrato se produce aislado, se denomina wobble. Ese tipo de vibrato frecuentemente afecta la claridad del canto. Es uno de los defectos en voces envejecidas.
- En la onda compleja, el cantante combina las ondas de glotis y de diafragma a un vibrato complejo cuya frecuencia es entre 5 y 6,5 Hz. Ese vibrato tiene un efecto relajante al músculo vocalis y alarga su fuerza y durabilidad física.

Fischer escribe sobre la función del vibrato de onda compleja:

«Esa combinación relativamente estable se encuentra en las voces más hermosas. Una característica importante es que las funciones parciales pueden aparecer durante el canto como "acentos": Según el contexto expresivo de la presentación domina la onda respirativa, de carácter lírico, pero en su forma acelerada, o la onda de glotis, de característica dura y heroica, pero en una forma lenta».
 — Peter-Michael Fischer.

### En instrumentos de cuerda
En instrumentos de cuerda el vibrato se produce mediante el movimiento oscilatorio de la muñeca sobre la cuerda. Cuando se empieza con el aprendizaje del vibrato, el sonido se mejora por la mayor cantidad de armónicos que suenan. Pero para ello es necesario que el vibrato tenga como característica la igualdad y la continuidad. Es utilizado casi siempre que la duración de la nota lo permite, normalmente hasta una corchea. Su amplitud se señala con términos como molto vibrato y si no debe hacerse se utiliza el término senza vibrato. No fue utilizado apenas hasta el siglo XIX.
Muchos instrumentistas de cuerda contemporáneos modifican la altura desde abajo solo hasta la nota principal y nunca por encima de esta. Sin embargo, grandes pedagogos del violín de épocas pasadas, como Carl Flesch y Joseph Joachim, hacían referencia explícita al vibrato como un movimiento hacia el puente, es decir, hacia arriba en altura. El violonchelista Diran Alexanian, en su tratado de 1922 Traité théorique et pratique du Violoncelle, muestra cómo se debe practicar el vibrato partiendo de la nota y luego desplazándose hacia arriba con un movimiento rítmico. En un estudio acústico de 1996 de la Acoustical Society of America, junto con Wellesley College y Instituto de Tecnología de Massachusetts, se estableció que el tono percibido de una nota con vibrato «es aquel correspondiente a su media» o la mitad de la altura fluctuante.
Cuerda pulsada

Figura 2. Vibrato en guitarra.

Las cuerdas de la guitarra española o flamenca son de nailon, a diferencia de las cuerdas de metal, propias de una guitarra eléctrica, necesitan mayor fuerza en los dedos para ejercer presión sobre las mismas. El vibrato amplio, tan amplio como un tono entero, es de uso general entre los intérpretes de guitarra eléctrica y aporta al sonido una seña de identidad expresiva parecida a la vocal. Este efecto puede lograrse tanto por el movimiento de los dedos sobre el diapasón como por el uso de un brazo de trémolo. Algunas guitarras eléctricas poseen un mecanismo llamado en inglés Whammy Bar, que es una palanca en el puente que permite bajar la tensión de las cuerdas de forma práctica, haciendo el sonido más grave. Con esto, se puede crear un vibrato diferente. Las primeras guitarras eléctricas en tener este sistema incluido eran las stratocaster de Fender, con su competencia las Les Paul de Gibson. Ambas, en los años cincuenta, tenían un vibrato Bigsby. 
El guqin, un tipo de cítara china sin puente, cuenta con más de veinticinco documentos que describen los diferentes tipos de vibratos que se pueden ejecutar. El más peculiar es el vibrato ting yin, que significa literalmente «todavía vibrato». Los antiguos manuales establecen que el dedo de la mano izquierda que está presionando la cuerda solo se debe mover u oscilar muy ligeramente con el fin de alterar el tono sutilmente. Por su parte, otros manuales afirman que el dedo no debe moverse en absoluto, sino que se debe dejar que el pulso del dedo origine el vibrato.

### En instrumentos de viento
Los intérpretes de instrumentos de viento generalmente obtienen el vibrato modulando el flujo de aire en el instrumento. Esto se puede lograr ya sea a través del vibrato de estómago, golpes rítmicos del diafragma ligeramente hacia arriba y hacia abajo, o el vibrato de garganta, una variación de tensión de las cuerdas vocales para manipular la presión del aire como lo hacen los cantantes. Los intérpretes de otros instrumentos pueden emplear técnicas menos comunes. Los saxofonistas tienden a generar el vibrato moviendo repetidamente su mandíbula hacia arriba y hacia abajo ligeramente. Los clarinetistas rara vez tocan con vibrato, pero si lo hacen, es común el método de saxofón debido a la similitud de las boquillas del saxofón y el clarinete y cañas.
Vientos de metal
Los intérpretes de instrumentos de viento de metal pueden producir este efecto moviendo los labios entre sí (o la mano en la trompeta) variando así el flujo de la corriente de aire (evitando la presión de la boquilla contra los labios, técnica algo difundida en los malos ejecutantes y sin escuela, la cual es perjudicial para los labios), o la vara en el trombón. Esto se conoce como vibrato de mano y es más frecuente en los metales más agudos. Por otra parte, la embocadura puede ser rápidamente alterada, esencialmente mediante la flexión o bending de la nota en repetidas ocasiones. Esto se conoce como vibrato de labio y es probablemente la técnica más comúnmente utilizada de vibrato en un instrumento de metal grave.  En la interpretación de los vientos de metal, el vibrato diafragmático es posible, aunque no suele ser la primera opción. En el trombón, el intérprete puede ofrecer un vibrato ligeramente más pronunciado moviendo la vara alternadamente en su recorrido. Esta técnica es frecuente en determinados estilos del jazz (más antiguo, que se denomina slide vibrato) pero actualmente extendido a cualquier género o estilo dentro de estos.

### En instrumentos de teclado
Algunos tipos de órgano pueden producir el efecto de vibrato mediante la alteración de la presión del aire que pasa a través de los tubos, o bien mediante diversos dispositivos mecánicos. Véase los órganos Hammond o el Wurlitzer, por ejemplo. 
El clavicordio, aunque técnicamente es un instrumento de teclado de alturas fijas, es capaz de producir un tipo de vibrato conocido como «Bebung» al variar la presión sobre la tecla mientras suena la nota. Algunos teclados digitales pueden producir un efecto de vibrato electrónico, ya sea por la presión sobre las teclas, o bien mediante el uso de una palanca o un controlador MIDI.

### Autovibrato
En ciertos instrumentos solo se puede ejecutar un vibrato constante y mecánico (o ninguno en absoluto). Por ejemplo, los ejecutantes notables de órgano eléctrico utilizan un altavoz Leslie. El vibrato en el theremín, que es un instrumento de altura variable de forma continua, sin «paradas», puede oscilar de lo delicado a lo extravagante. A menudo se utiliza para enmascarar los pequeños ajustes de tono que este instrumento requiere.

## Uso del vibrato en diversos géneros musicales
El vibrato es considerado a veces como un efecto añadido sobre la propia nota, pero en algunos casos llega a constituir tan plenamente parte de un determinado estilo musical que puede resultar muy difícil para algunos ejecutantes interpretar sin él. El saxotenor de jazz, Coleman Hawkins, descubrió que tenía esta dificultad cuando se le solicitó que tocase un pasaje con y sin vibrato por parte del productor de un disco de jazz para niños para mostrar la diferencia entre ambos. A pesar de su técnica, fue incapaz de tocar sin vibrato. Un saxofonista sinfónico fue contratado para interpretar esa parte. Pero un músico profesional de nivel, de cualquier género y estilo, debe y puede tocar todos los tipos de vibrato, en todas las velocidades, y en todos los modos posibles, incluyendo sin vibrato.
Numerosos músicos clásicos, especialmente los cantantes e intérpretes de cuerda se encuentran con un problema similar. El violinista y profesor Leopold Auer, al escribir su libro Violin playing as I teach it (1920), aconsejó a los violinistas que practicasen tocando completamente sin vibrato y que dejasen de tocar durante unos minutos tan pronto como notasen que empezaban a tocar con vibrato a fin de obtener el control total sobre su técnica.

### En música clásica occidental
El uso del vibrato en música clásica es un asunto rodeado de cierta controversia. Durante gran parte del siglo XX fue utilizado casi sin interrupción en la interpretación de piezas de todas las épocas desde el Barroco en adelante, en especial por cantantes e instrumentistas de cuerda. Un cambio drástico de enfoque no puede ser comprendido enteramente sin atender al aumento de la interpretación históricamente precisa desde la década de 1970. Sin embargo, no hay ninguna prueba efectiva de que los cantantes interpretasen sin vibrato en la época barroca. La música vocal del Renacimiento por regla general casi nunca se canta con vibrato y parece poco probable que alguna vez lo fuese. Existen unos pocos textos de la época sobre la práctica vocal y todos ellos condenan el uso excesivo de vibrato. No obstante, debe entenderse que este efecto puede producirse sobre una amplia gama de intensidades: lento, rápido, ancho y estrecho. La mayoría de las fuentes que condenaban tal práctica parecen estar refiriéndose a una oscilación amplia, lenta y perceptible de la altura; por lo general asociada con las emociones intensas. Mientras que el ideal del vibrato moderno, y posiblemente en los primeros tiempos también, era imitar el timbre natural de la voz adulta cantada, en la que desde entonces no suele faltar un compás de vibrato.
Leopold Mozart en su obra Versuch einer gründlichen Violinschule (1756) ofrece una indicación sobre el vibrato en la interpretación de la cuerda al final del período barroco. En él, reconoce que «hay ejecutantes que tiemblan consistentemente en cada nota como si tuvieran una fiebre permanente», condenando tal práctica y sugiriendo en su lugar que el vibrato debe utilizarse solo en notas sostenidas y en los finales de las frases cuando es empleado como adorno. Esto sin embargo no aporta más que un indicio del gusto personal de Mozart, que era un compositor formado en el último Rococó y primer Clasicismo. Mozart reconoce la diferencia entre el vibrato pesado y ornamental que considera objetable, y una aplicación más continua de la técnica menos obstructiva para los objetivos de mejora de la calidad del sonido. En este segundo caso no se refiere a ello como vibrato o trémolo en absoluto, sino que la describe simplemente como un rasgo de correcta digitación. A este respecto se parece a su contemporáneo, Francesco Geminiani, quien abogó por la utilización de este efecto «con tanta frecuencia como fuese posible» en notas cortas con este propósito. Aunque carecemos de evidencias sonoras que corroboren que los intérpretes de cuerda en Europa no empleaban el vibrato, sabemos que su excesivo uso fue casi universalmente condenado por las principales autoridades musicales de la época.
Ciertos tipos de vibrato entonces se consideraban ornamentos, aunque esto no quiere decir que fuesen utilizados con moderación. Incluyendo la interpretación de los instrumentos de viento, parece que el vibrato se consideraba un adorno que era empleado de forma selectiva en la música anterior al siglo XX. Martin Agricola en su obra Musica instrumentalis deudch (1529) escribe sobre el vibrato en este sentido. Ocasionalmente los compositores hasta la época barroca vibrato indicado mediante una línea ondulada en la partitura. De nuevo, esto no significa que no fuese deseado en el resto de la pieza, aunque el uso infrecuente del término en obras del siglo XX sugiere que no se emplea en otros lugares.

### En música popular
Los cantantes e instrumentistas de música folclórica hasta el día de hoy nunca o casi nunca emplean el vibrato. Tiende a ser utilizado únicamente por los intérpretes de transcripciones o adaptaciones de música tradicional que han sido realizadas por compositores cuya base se asienta en la tradición de la música clásica, como Benjamin Britten o Manuel de Falla. El uso del vibrato en la música popular no suele ser habitual o es menos significativo que en otros tipos de música, aunque por ejemplo su uso puede ser muy amplio en la música cíngara de Europa del Este.

### Enjazz
La mayoría de los músicos de jazz de la primera mitad del siglo XX hacen una utilización más o menos continua del vibrato. Desde aproximadamente la década de 1950 con el surgimiento del bebop, el uso continuo del vibrato en gran parte ha caído en desuso en favor de un uso más selectivo. 

### En música popular urbana
En el pop, en contraposición a la ópera, el vibrato por lo general comienza en algún lugar de la última parte de la nota. En el caso de algunos cantantes de baladas pop, el vibrato puede ser tan amplio que constituirá una oscilación pronunciada, aunque no tan pronunciada como la que está presente en algunas voces operísticas mal entrenadas o sobrecargadas. Muchos cantantes utilizan un software de corrección de afinación, en el que tal efecto puede ser reducido o eliminado como resultado de la cuantización de la altura musical. El canto del heavy metal incluye una amplia gama de cantantes que usan el vibrato como característica.